# Himalaya Capital
Himalaya Capital è una società di gestione degli investimenti statunitense con sede a Seattle, Washington. Adotta un approccio di investimento di valore nelle società asiatiche, principalmente in Cina. È stata fondata nel 1997 a New York City da Li Lu, soprannominato il "Warren Buffett cinese".
Nel 2024 il patrimonio gestito (AUM) era di 15 miliardi di dollari.

## Storia
Nel 1997, Li Lu fondò Himalaya come hedge fund individuale a New York City dopo aver trascorso un anno presso Donaldson, Lufkin & Jenrette. L'azienda ebbe un inizio infausto poiché si concentrò sugli investimenti in Asia, ma a causa della crisi finanziaria asiatica del 1997, registrò una perdita del 19% nel suo primo anno, con conseguente ritiro del capitale da parte di uno dei suoi maggiori investitori. Li si stancò presto del day trading e delle vendite allo scoperto  che lo esponevano a un rischio di ribasso illimitato. L'azienda acquistò partecipazioni in azioni giapponesi e coreane che erano state colpite dalla crisi, il che l'aiutò a riprendersi e, a metà degli anni 2000, aveva circa 100 milioni di dollari in asset in gestione, il che le consentì di assumere più dipendenti.
Nonostante fosse stato uno dei leader delle proteste di piazza Tienanmen del 1989, Li cambiò le sue opinioni e la sua strategia per fare investimenti a lungo termine in Cina. Nel 2002, la società investì nella BYD Company poco dopo la sua offerta pubblica iniziale, nonostante a Li fosse stato proibito di visitare la sua fabbrica a Shenzhen, poiché Li credeva nella potenza manifatturiera della Cina e nel potere d'acquisto dei suoi 1,4 miliardi di consumatori. Questa sarebbe stata la scommessa definitiva di Himalaya.
Nel 2002, Julian Robertson ha fornito capitale a Himalaya a condizione che questa avrebbe fatto scommesse ribassiste e rialziste sulle aziende. Tuttavia Li ha dichiarato che non era una buona soluzione in quanto odiava dover "fare trading tutto il tempo" per aggiustare il portafoglio con conseguente restituzione del capitale. Nel 2003, tramite il suo contatto per i diritti umani Jane Olson, Li incontrò Charlie Munger, vicepresidente della Berkshire Hathaway, e creò una partnership che sarebbe durata fino alla morte di Munger nel 2023. Su consiglio di Munger, Li trasformò Himalaya da un hedge fund in un veicolo di investimento long-only che avrebbe utilizzato un approccio di investimento di valore.
Nel 2004, Himalaya ha aperto un nuovo fondo con 4 milioni di dollari di denaro proprio, 50 milioni di dollari da altri investitori e Munger che ha investito 88 milioni di dollari a condizione che il fondo rimanesse chiuso a nuovi investitori. Il fondo ha prodotto rendimenti molto forti con gli 88 milioni di dollari di Munger che sono saliti alle stelle fino a diventare circa 400 milioni di dollari. Gli investimenti includono BYD Company e Kweichow Moutai. Munger ha affermato che Li è l'unico gestore esterno con cui abbia mai investito e lo ha descritto come il "Warren Buffett cinese".

### Da New York a Pasadena
Nel 2007, l'Himalaya ha trasferito il suo ufficio a Pasadena, in California, per essere più vicino a Munger.
Nel 2010, a Li è stato concesso il rientro in Cina come parte di un viaggio per accompagnare Bill Gates, Buffett e Munger in visita alla BYD Company per investire in essa. In seguito Li ha fatto altri viaggi in Cina, visitando aziende e tenendo lezioni sull'investimento di valore nelle università. È stato riportato che nel 2010, l'Himalaya aveva un rendimento composto annualizzato del 26,4% dal 1998, rispetto al 2,25% per l'S&P 500 durante lo stesso periodo.

### Da Pasadena a Seattle
Nel 2018, l'Himalaya ha trasferito il suo ufficio a Seattle, Stato di Washington, dove le tasse erano più basse.
Nel luglio 2021, Himalaya ha venduto 10,8 milioni di azioni BYD Company H, riducendo la posizione al 6% del portafoglio e ottenendo 309 milioni di dollari di profitti.

## Strategie
Himalaya adotta sempre un approccio di investimento di valore sposato da Benjamin Graham, Buffett e Munger. Il mantra di Li è "informazioni accurate e complete", il che a volte significa fare sforzi straordinari per comprendere le strategie di un'azienda oggetto di ricerca.
L'organizzazione dell'ufficio di Himalaya è una copia carbone di Berkshire Hathaway, dove team di analisti coprono in dettaglio una manciata di aziende e riferiscono direttamente a un decisore centrale. Li chiama gli analisti per incontri individuali per discutere idee di investimento in cui alla fine prenderà la decisione di investimento.
Himalaya mantiene un basso profilo e non corteggia attivamente nuovi investitori poiché ha già un flusso costante di individui ad alto patrimonio netto e fondi pensione che investono in essa. Molti di loro si riuniscono a Omaha, Nebraska ogni anno per l'assemblea generale annuale della Berkshire Hathaway. La maggior parte della ricchezza personale di Li è legata a Himalaya.